# You Get Me
You Get Me és una pel·lícula de thriller estatunidenca del 2017 dirigida per Brent Bonacorso, escrita per Ben Epstein i protagonitzada per Bella Thorne, Halston Sage, Taylor John Smith, Anna Akana i Nash Grier. Es va estrenar a Netflix el 23 de juny de 2017. S'ha doblat i subtitulat al català.

## Repartiment
- Bella Thorne com a Holly Viola[7]
- Halston Sage com a Alison Hewitt[7]
- Taylor John Smith com a Tyler Hanson[3]
- Nash Grier com a Gil[3][8]
- Anna Akana com a Lydia[3]
- Rhys Wakefield com a Chase
- Brigid Brannagh com a Corinne
- Kathryn Morris com la senyora Hewitt[3]
- Kimberly Williams-Paisley com la senyora Hanson
- Yasmine Al-Bustami com a Melinda
- Farrah Mackenzie com a Tiffany
- Joshua Banday com el Sr. Ahmed
- Garcelle Beauvais com la directora[3]